# 硝酸钴
硝酸钴，化学式Co(NO3)2。

## 性质
硝酸钴是一种红色单斜柱状结晶，在潮湿空气中易潮解，易溶于水、乙醇、丙酮和乙酸甲酯，微溶于氨水，水溶液呈红色。55°C失去3个结晶水，再加热则失去1个结晶水，继续加热则分解为氧化钴。与有机物接触能爆炸和燃烧。

## 制备
由30～32％硝酸与金属钴进行反应，再经趁热过滤、滤液酸化、蒸发浓缩、冷却结晶、离心分离得到硝酸钴成品。
{\displaystyle {\rm {\ 3Co+8HNO_{3}\rightarrow 3Co(NO_{3})_{2}+4H_{2}O+2NO\uparrow }}}
钴的氧化物、氢氧化物、碳酸盐和硝酸反应，也能得到硝酸钴。

## 用途
用于制造石油化工中直接脱硫的催化剂、隐显墨水、钴颜料、六亚硝酸钴钠，用作氰化物中毒的解毒剂，此外也用作陶瓷工业中的着色剂、制造维生素B12的添加剂等。